# بين كراولي
بين كراولي (بالإنجليزية: Ben Crawley)‏ هو مدرب كرة قدم ولاعب كرة قدم أمريكي، ولد في 6 مايو 1971 في أوستن في الولايات المتحدة. شارك مع منتخب الولايات المتحدة تحت 17 سنة لكرة القدم. أما مع النوادي، فقد لعب مع دي.سي. يونايتد.

## وصلات خارجية
- بين كراولي على موقع الاتحاد الدولي (مؤرشف)  (الإنجليزية)
- بين كراولي على موقع الدوري الأمريكي (الإنجليزية)
- بين كراولي على موقع قاعدة بيانات كرة القدم.إي يو (الإنجليزية)